# Kyū
kyū (級?) es un vocablo japonés utilizado tanto en las artes marciales japonesas como en otras prácticas tradicionales japonesas como son el ikebana, el juego del go o la ceremonia del té para designar las diferentes etapas en la progresión de un debutante antes de la obtención del nivel de dan.
Al contrario del sistema de niveles dan, que es perfectamente equiparable en todas las actividades donde se aplica, el sistema de grados kyū varía considerablemente de una actividad a otra.
En todas las disciplinas los kyū se otorgan en orden ascendente, hasta el primer kyū (shokyū, 初級), última etapa antes de poder acceder al grado de primer dan (shodan 初段), pero el número de grados varía. Así pues mientras que los practicantes del go deben pasar más de treinta niveles kyū, para los practicantes de artes marciales se tienen en cuenta tradicionalmente seis. En sentido homólogo, este sistema de graduación es aplicado en las artes marciales coreanas (Taekwondo, Tang Soo Do) para los grados gup o kup.
En casi todos los casos el paso de un grado kyu a otro se realiza bajo la única responsabilidad del sensei sin mediación de ninguna entidad u organismo superior como en el caso de la otorgación de los niveles dan
Las budō más tradicionales, además del sistema kyū y dan, tienen una jerarquización de responsabilidades: Oku iri, moguroku, gogmoguroku, etc. hasta  menkyo kaiden (gran Maestro), o de enseñanza  : hanchi, shihan, kyoshi, renshi etc. Aun y así todas comienzan por los kyū.
En aikido, algunos maestros relacionan la obtención del hakama a un cierto grado kyū particular, por lo general el 3.er, 2.º o 1.er kyu. Sin embargo no existe ninguna regla escrita quedando la concesión del hakama a discreción de cada maestro.

## Kyū en Aikido Aikikai

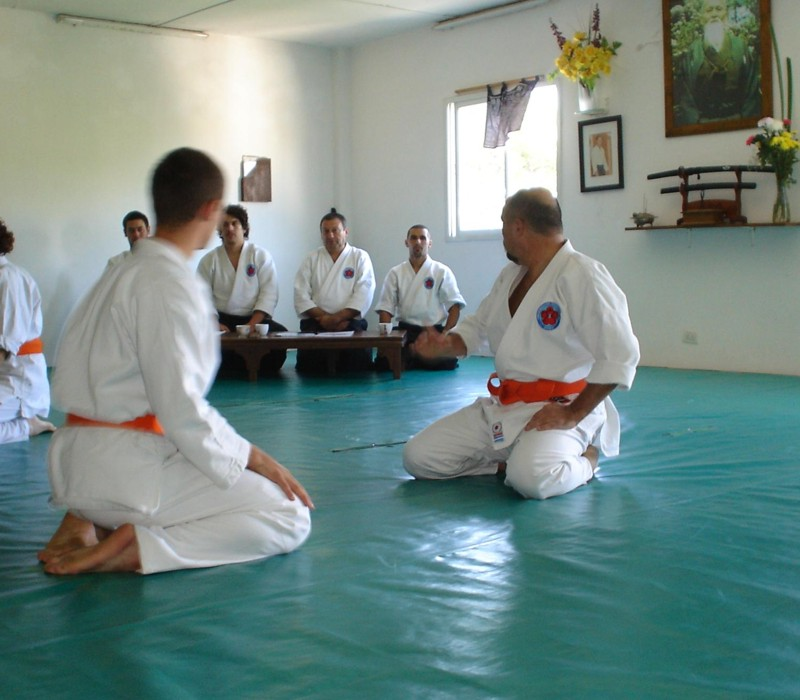
Examen para tercer kyū Akikai

En Aikido Aikikai, el sistema de kyū se otorga de mayor a menor, los iniciados llevan cinturón blanco, hasta que adquieren nivel suficiente para demostrar sus habilidades para acceder al primer nivel (quinto kyū) ante una mesa de maestros.
Los kyū en Aikikai son, de menor a mayor:
- Rokkyū (六級:ろっきゅう)(este lo utilizan algunos dojos): Sexto kyū (cinturón blanco con sellos/emblemas del dojo y de aikikai)
- Gokyū (五級:ごきゅう): Quinto kyū (cinturón amarillo)
- Yonkyū (四級:よんきゅう): Cuarto kyū (cinturón naranja)
- Sankyū (三級:さんきゅう): Tercer kyū (cinturón verde)
- Nikyū (二級:にきゅう): Segundo kyū (cinturón azul)
- Shokyū (一級:いっきゅう): Primer kyū (cinturón marrón)

Una vez alcanzado el nivel de shodan (初段), o primer dan, es costumbre el uso de la Hakama, generalmente de color negro, aunque también suele usarse azul o gris.
Existe un sistema de grados especial para los practicantes menores de 12 años, en el sistema de aikido para niños (Kodomo no aikidō - 子供の合気道) donde se le otorgan los grados:
- Hachikyū (八級:はちきゅう): Octavo Kyu (cinturón rojo)
- Nanakyū, Shichikyū (七級:ななきゅう, しちきゅう): Séptimo Kyu (cinturón verde agua)
- Rokkyū (六級:ろっきゅう): Sexto Kyu (cinturón celeste)

Luego del sexto kyū, y al cumplir la edad requerida, el practicante demuestra sus habilidades para quinto kyū, incorporándose a los grupos de adultos.

## Kyū en Aikido Shodokan

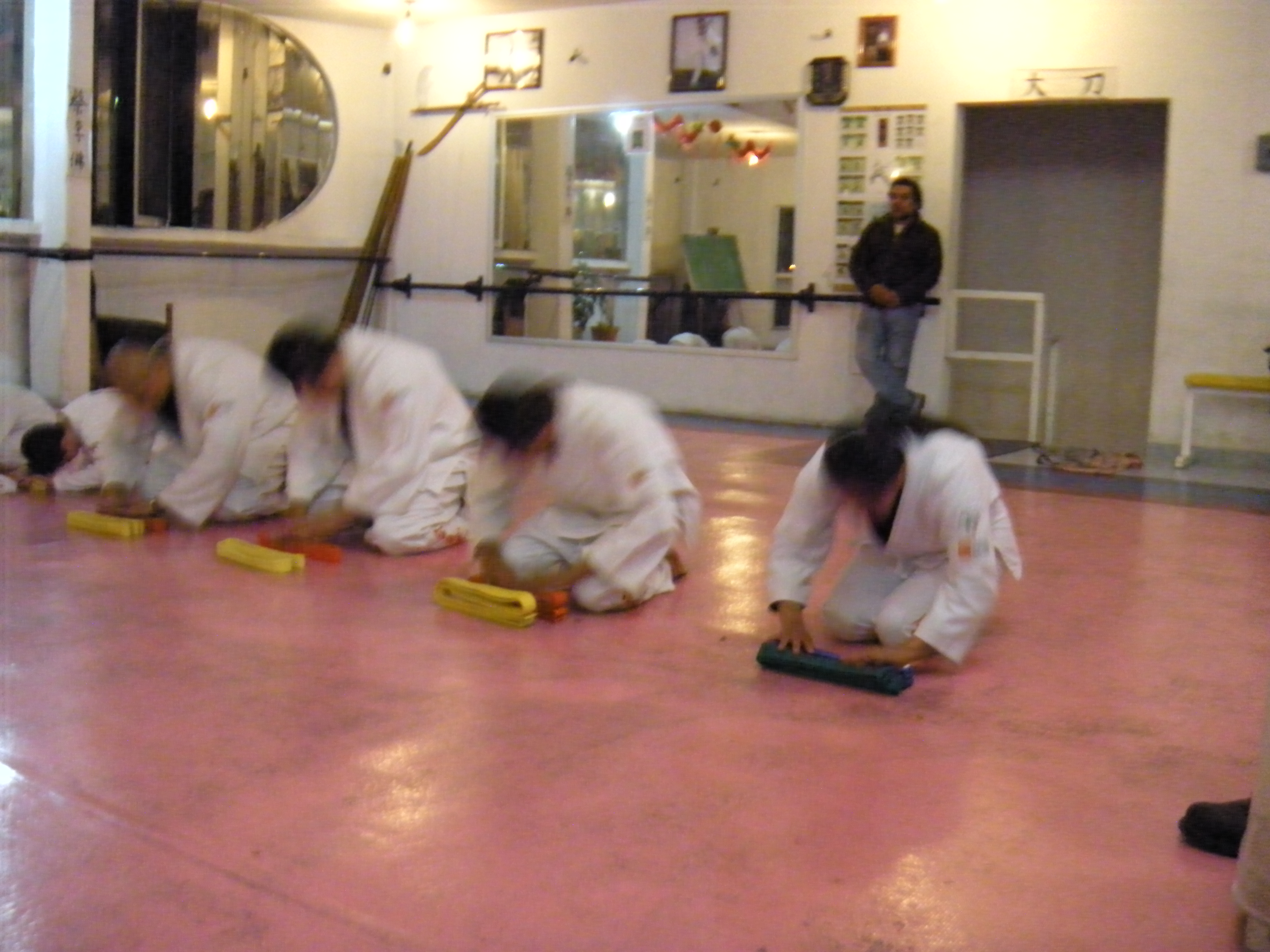
cambio Kyü

En Aikidō Shōdōkan, el sistema de kyū es diferente, desde un punto de vista estético, al del Aikido Aikikai; ya que no es costumbre el uso de la Hakama.
Los iniciados suelen llevar cinturón blanco, hasta que adquieren nivel suficiente para comenzar con el sistema de rangos, y acceder al Octavo kyū.
Los rangos son, de menor a mayor:
- Hachikyū (八級:はちきゅう): Octavo Kyu, el cinturón que se lleva es rojo
- Nanakyū, Shichikyū (七級:ななきゅう, しちきゅう): Séptimo Kyu,
- Rokkyū (六級:ろっきゅう): Sexto Kyu
- Gokyū (五級:ごきゅう): Quinto Kyu
- Yonkyū (四級:よんきゅう): Cuarto Kyu
- Sankyū (三級:さんきゅう): Tercer Kyu
- Nikyū (二級:にきゅう): Segundo Kyu
- Ikkyū (一級:いっきゅう): Primer Kyu

- Datos: Q1131276